# Pnětluky
Pnětluky (en allemand : Netluk) est une commune du district de Louny, dans la région d'Ústí nad Labem, en République tchèque. Sa population s'élevait à 349 habitants en 2021.

## Géographie
Pnětluky se trouve à 14 km au sud-ouest de Louny, à 53 km au sud-ouest d'Ústí nad Labem et à 56 km au nord-ouest de Prague.
La commune est limitée par Hřivice au nord, par Domoušice à l'est et au sud, et par Tuchořice à l'ouest.

## Histoire
La première mention écrite du village date de l'année 1250.

## Galerie

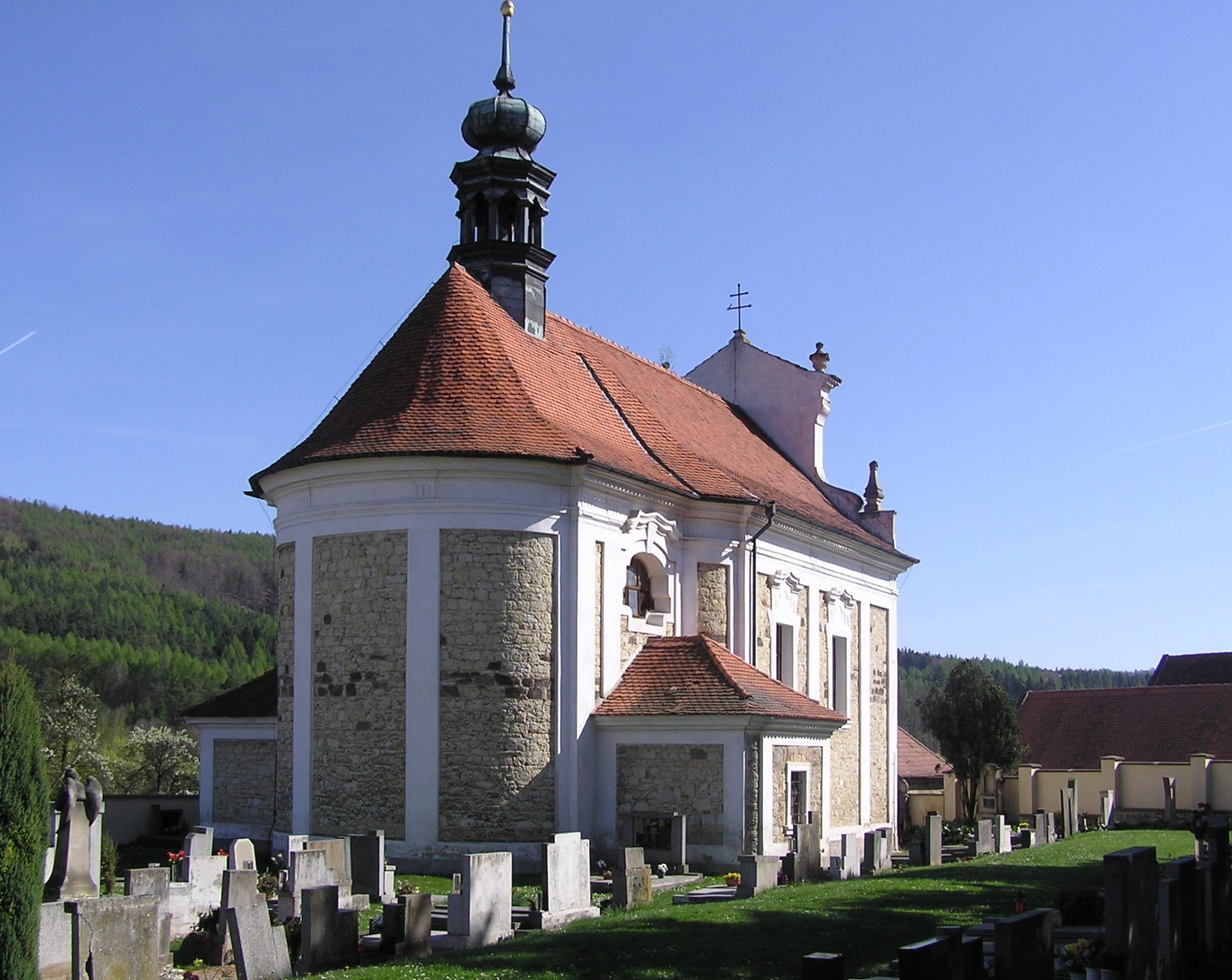
Pnětluky : église Saint-Mathieu.
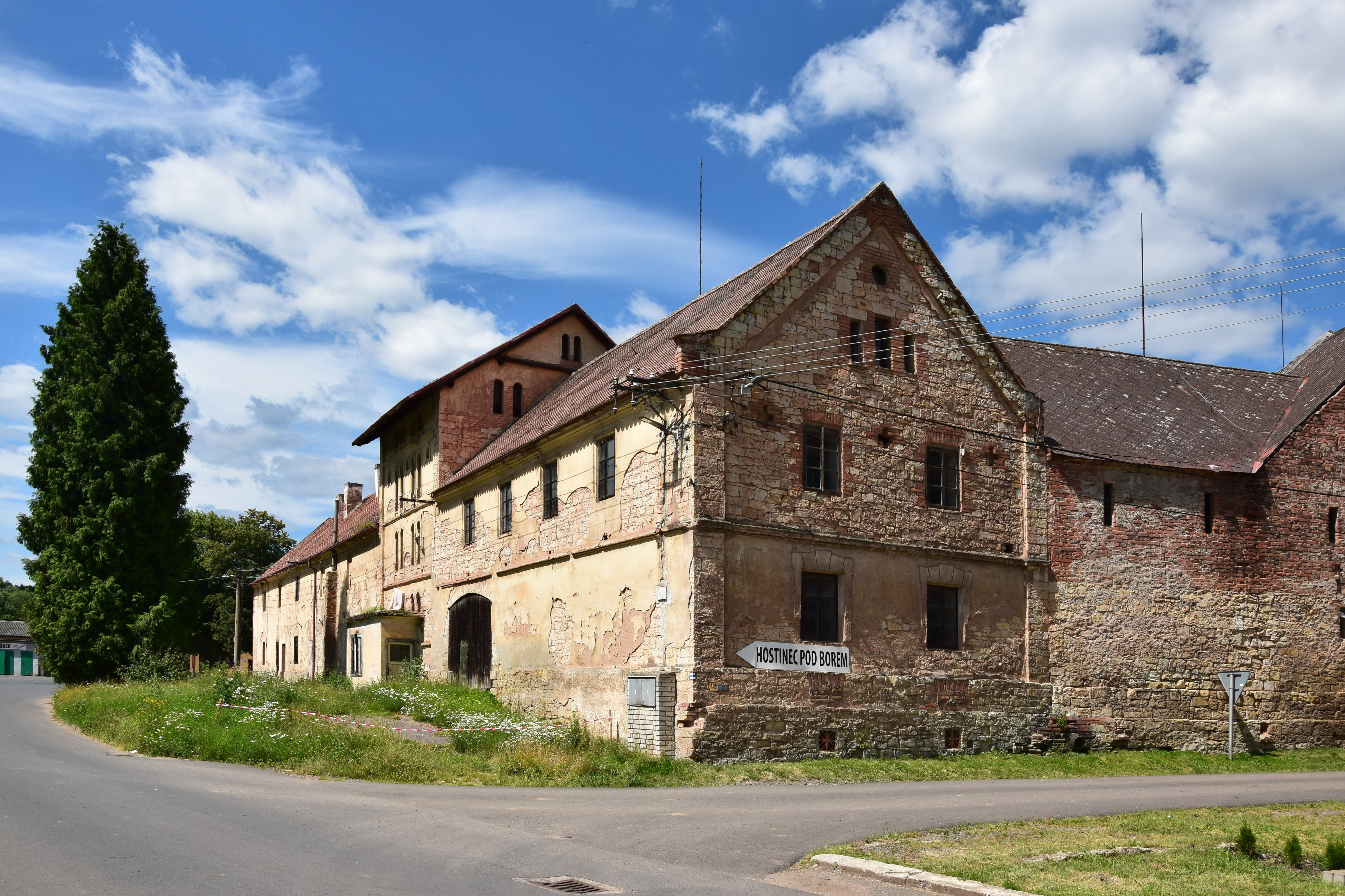
Konětopy : vieille maison.

## Transports
Par la route, Pnětluky se trouve à 17 km de Louny, à 70 km d'Ústí nad Labem et à 70 km de Prague.